# Excess All Areas
Excess All Areas je třetí koncertní album německé skupiny Scooter. Bylo vydáno roku 2006 a obsahuje 16 skladeb. Album je záznam koncertu, který se uskutečnil v německém Hamburku (ve sportovní hale Alsterdorfer) v rámci turné ke kompilaci "Who's Got The Last Laugh Now?". Koncert vyšel také na DVD Excess All Areas (DVD).

## Seznam skladeb
| Pořadí         | Název                    | Délka |
| -------------- | ------------------------ | ----- |
| 1.             | Intro                    | 2:40  |
| 2.             | Hello! (Good To Be Back) | 3:46  |
| 3.             | I'm Raving               | 4:39  |
| 4.             | Apache Rocks The Bottom  | 4:49  |
| 5.             | The Leading Horse        | 3:20  |
| 6.             | Shake That!              | 4:13  |
| 7.             | Panties Wanted           | 5:07  |
| 8.             | Weekend!                 | 3:34  |
| 9.             | Stripped                 | 4:21  |
| 10.            | Maria (I Like It Loud)   | 4:48  |
| 11.            | The Chaser/Jigga Jigga!  | 6:39  |
| 12.            | Nessaja                  | 3:41  |
| 13.            | One (Always Hardcore)    | 5:15  |
| 14.            | Friends                  | 4:16  |
| 15.            | Hyper Hyper              | 5:53  |
| 16.            | Move Your Ass!           | 5:33  |
| Celková délka: | Celková délka:           | 72:34 |